# Mereni (localidad de Constanța)
Mereni (antiguamente Enge-Mahale) es una localidad rumana de la comuna homónima, en el condado de Constanța.

## Toponimia
El antiguo nombre del lugar puede encontrarse escrito con las grafías Enge-Mahale, Enge Mahale e Inge Mahale. Pasó a llamarse Mereni.

## Historia
Hacia finales del siglo XIX, la localidad, que ya por entonces pertenecía al condado de Constanța, formaba parte de la antigua comuna de Edil-Chioi y tenía contabilizada una población de 100 habitantes, predominantemente turcos.
En la segunda mitad del siglo XX había pasado a formar parte de la comuna homónima de Mereni. En el censo de 2021 la localidad tenía una población de 1266 habitantes.